# Hessa al-Jaber
Hessa al-Jaber est une femme politique qatarie, et la première femme à occuper le poste de ministre de l'Information et des Technologies de communication.

## Biographie
Elle détient un diplôme de l'université du Koweït en 1981 et un master en sciences de l'informatique à l'université George Washington 1986.
En 2016, elle intègre le conseil de surveillance du groupe Volkswagen pour le compte de Qatar Investment Authority, succédant ainsi Akber al Baker, directeur général de Qatar Airways,,.

## Influence
En 2015, Hessa al-Jaber est 4e dans le classement des femmes arabes membres de gouvernement les plus puissantes, selon le magazine Forbes (édition du Moyen Orient).

### Sources
- (en) Cet article est partiellement ou en totalité issu de l’article de Wikipédia en anglais intitulé « Hessa Al Jaber » (voir la liste des auteurs).